# Babiniec

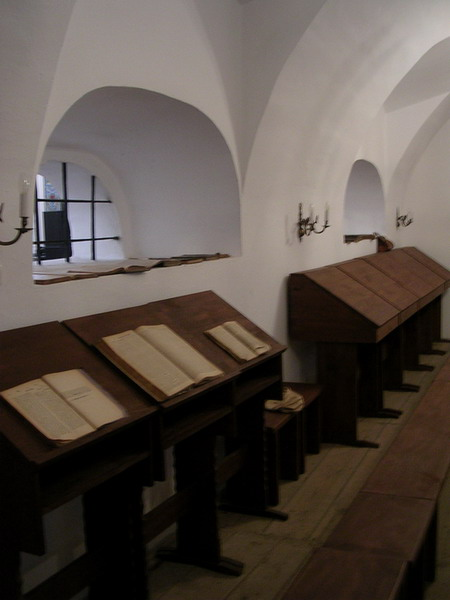
Babiniec w Wielkiej Synagodze we Włodawie

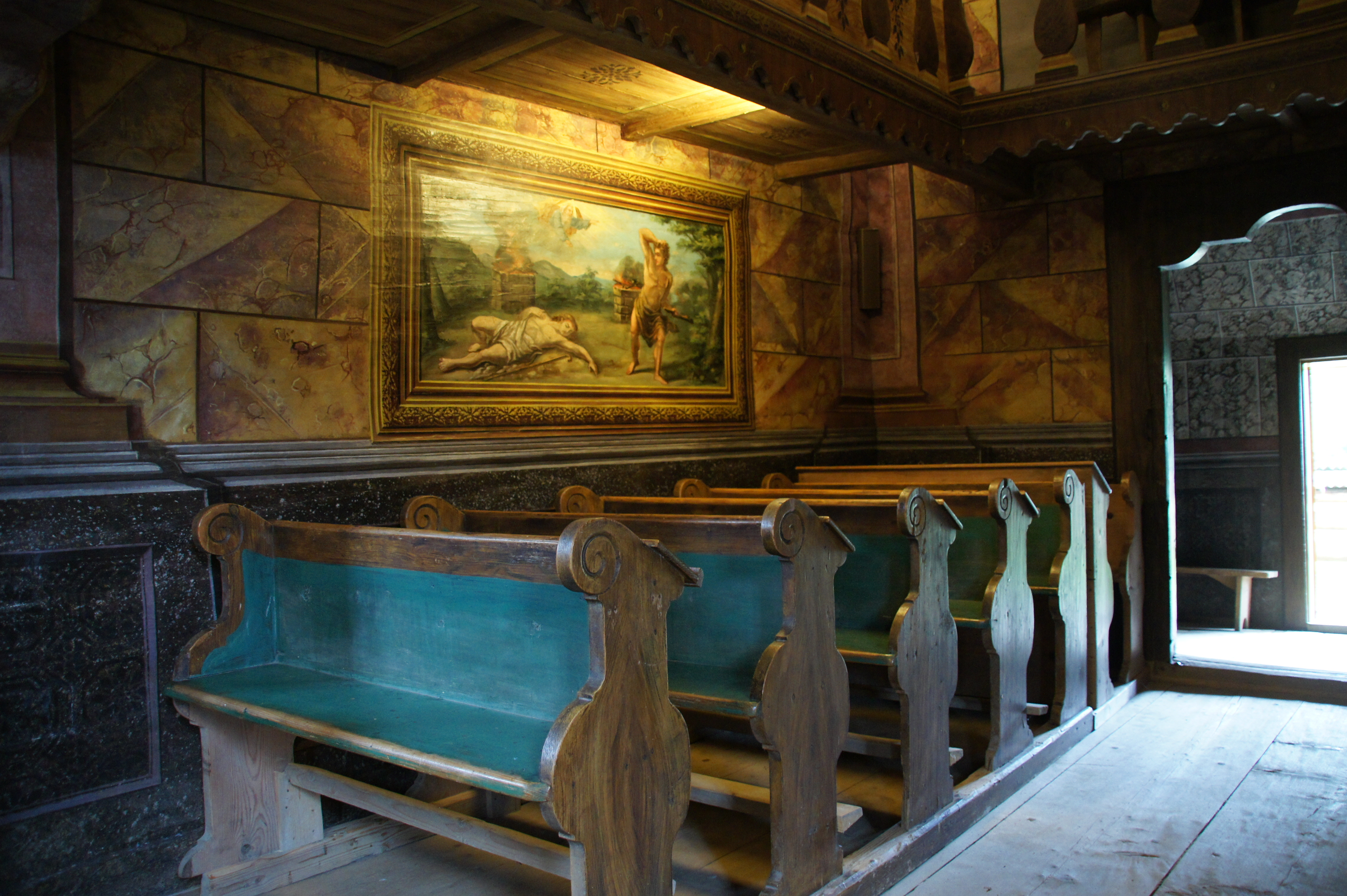
Babiniec w cerkwi św. Paraskewy w Kwiatoniu

3. – babiniec w kolegiacie tarnowskiej

Babiniec – staropolska nazwa (kruchty) przedsionka kościelnego przeznaczonego dla kobiet żebrzących, w którym nauk katechetycznych mogły słuchać osoby uważane za heretyków lub Żydzi. Nazwa dotyczy także pomieszczeń (przeznaczonych dla kobiet lub żeńskiej służby) synagog, cerkwi i dużych dworów.

## W synagogach
Babiniec to też nazwa wydzielonej części synagogi, przeznaczonej dla kobiet. Kobiety w ortodoksyjnym judaizmie nie mogły przebywać w głównej sali synagogi, więc kiedy w średniowieczu w modlitwach zaczęły brać udział kobiety, zaczęto budować dla nich osobne pomieszczenia. Panowała opinia, że kobiety obecne w głównej sali rozpraszałyby modlących się mężczyzn. Najstarsza wzmianka o odrębnej części dla kobiet w synagodze pochodzi z 1213 roku. Babińce pojawiły się w postaci oddzielnych salek, znajdujące się z boku sali męskiej, albo na galerii lub balkonie (emporze). Powszechnie zaczęto budować synagogi z babińcem lub dobudowywać je do już istniejących synagog w XV–XVI wieku.
Babińce musiały mieć niezależne wejście i takie połączenie z salą główną, żeby kobiety nie były widziane ani słyszane przez mężczyzn zgromadzonych w synagodze. Dlatego zwykle połączenie między babińcem a salą męską ograniczało się do małych okienek.

## W cerkwiach
Babińcem nazywane jest także pomieszczenie w cerkwi prawosławnej lub greckokatolickiej. Jego pochodzenie jest podobne do tego w synagodze. Chodziło o zakaz wejścia kobiet do nawy, gdzie odbywało się nabożeństwo. Jest to jedno z trzech pomieszczeń występujących w cerkwi. Babiniec jest pierwszy od wejścia, dalej jest nawa, a za nią prezbiterium. Z czasem zakaz wejścia kobiet do nawy został złagodzony (w XVIII wieku), co widać także w architekturze. Im późniejsze budowle, tym ściana oddzielająca babiniec od nawy jest mniej wyraźna. We wczesnych konstrukcjach babiniec był oddzielony od nawy litą ścianą z otworem drzwiowym, później stosowano okienka, aby w końcu zupełnie zrezygnować z tej ściany. Pozostały tylko kolumienki ze względów konstrukcyjnych.

## W kościołach
Babiniec, według etnografa Zygmunta Glogera, przedsionek w kościele, w którym baby żebrzące siadują. Jan Mączyński, leksykograf, w słowniku łacińsko-polskim, wydanym w Królewcu w 1564 roku podaje: Vestibulum templi, kościelna krukta albo babiniec, jak niektórzy mówią. Kościoły większe miały kilka wejść, a przy nich babińce boczne.

## Inne znaczenia
W większych dworach szlacheckich babińcem nazywano izbę przeznaczoną dla usługi kobiecej.